# アントニオ・チョラク
アントニオ＝ミルコ・チョラク（Antonio-Mirko Čolak、1993年9月17日 - ）は、ドイツ・ルートヴィヒスブルク出身のクロアチア人サッカー選手。パルマ・カルチョ1913所属。ポジションはFW。

## クラブ経歴
1997年にルートヴィヒスブルクで生まれ、4歳でサッカーを始める。地元のユースクラブを経て、2012年にニュルンベルクのリザーブチームへと移る。2013年10月19日、第9節フランクフルト戦にてトップチームデビュー並びにリーグデビュー。2014-15シーズンはポーランド1部リーグのレヒア・グダニスクにレンタル移籍し、30試合で10得点を挙げ、結果を残した。
2015年7月、ホッフェンハイムに移籍した。移籍後はドイツ下位リーグのクラブへのレンタル移籍を繰り返し、2018年1月30日、HNKリエカにレンタル移籍する。リエカではリーグ戦18得点を記録し、2019年6月22日、完全移籍が決まった。

## タイトル

### クラブ
HNKリエカ
- クロアチア・カップ : 1回 (2018-19)